# Јасајуки Коно
Јасајуки Коно (јап. 今野 泰幸; 25. јануар 1983) јапански је фудбалер.

## Каријера
Током каријере је играо за Консадоле Сапоро, Токио, Гамба Осака.

## Репрезентација
За репрезентацију Јапана дебитовао је 2005. године. Наступао је на два Светска првенства (2010. и 2014. године). За тај тим је одиграо 93 утакмице и постигао 4 гола.

## Статистика
| Јапан  | Јапан   | Јапан  |
| Година | Наступи | Голови |
| ------ | ------- | ------ |
| 2005.  | 3       | 0      |
| 2006.  | 3       | 0      |
| 2007.  | 8       | 0      |
| 2008.  | 12      | 0      |
| 2009.  | 7       | 0      |
| 2010.  | 7       | 0      |
| 2011.  | 15      | 1      |
| 2012.  | 8       | 0      |
| 2013.  | 15      | 0      |
| 2014.  | 6       | 1      |
| 2015.  | 3       | 0      |
| 2016.  | 0       | 0      |
| 2017.  | 6       | 2      |
| Укупно | 93      | 4      |

## Трофеји

### Клуб
- Џеј лига (1): 2014.
- Лига Куп Јапана (2): 2004, 2014.
- Царски куп (2): 2011, 2014.

### Јапан
- Азијски куп (1): 2011.